# Ланау
Ланау (њем. Lahnau) општина је у њемачкој савезној држави Хесен. Једно је од 23 општинска средишта округа Лан-Дил. Према процјени из 2010. у општини је живјело 8.217 становника. Посједује регионалну шифру (AGS) 6532015.

## Географски и демографски подаци
Ланау се налази у савезној држави Хесен у округу Лан-Дил. Општина се налази на надморској висини од 166 метара. Површина општине износи 23,9 km². У самом мјесту је, према процјени из 2010. године, живјело 8.217 становника. Просјечна густина становништва износи 343 становника/km².

## Међународна сарадња
| Мјесто    | Држава               | Врста сарадње | Од    |
| --------- | -------------------- | ------------- | ----- |
| Винкантон | Уједињено Краљевство | партнерство   | 1991. |
| Извор     |                      |               |       |